# Київський (Волгоградська область)
Київський (рос. Киевский) — хутір у Даниловському районі Волгоградської області Російської Федерації.
Населення становить 2 особи. Входить до складу муніципального утворення Профсоюзнинське сільське поселення.

## Історія
Хутір розташований у межах українського історичного та культурного регіону Жовтий Клин.
Згідно із законом від 22 грудня 2004 року № 1058-ОД органом місцевого самоврядування є Профсоюзнинське сільське поселення.

## Населення
| 2010 |
| ---- |
| 2    |